# Криттенден, Джон Джордан
Джон Джордан Криттенден (англ. John Jordan Crittenden 10 сентября 1787 — 26 июля 1863) — американский государственный и политический деятель из штата Кентукки. Занимал различные государственные и общественные должности в том числе был членом палаты представителей США, сенатором США, 15-м и 22-м генеральным прокурором США, губернатором штата Кентукки.

## Ранние годы
Джон Джордан Криттенден родился 10 сентября 1787 года недалеко от Версаля, штат Кентукки. Он был вторым ребёнком и первым сыном ветерана войны за независимость майора Джона Криттендена и его жены Джудит Харрис. У Джона и Джудит Криттенден было четыре сына и пять дочерей, все, кроме одной, пережили младенчество. Со стороны отца он был валлийцем по происхождению, а семья его матери была французскими гугенотами. Его отец обследовал землю в Кентукки вместе с Джорджем Роджерсом Кларком и поселился там сразу после окончания  войны за независимость. Два брата Криттендена, Томас и Роберт стали юристами, а третий, Генри стал фермером.
Криттенден начал обучение по программе подготовки к колледжу в Академии Фасги в округе Вудфорд. Затем его отправили в школу-интернат в округе Джезамин. Среди его одноклассников были Томас Александр Маршалл и Фрэнсис Блэр. Криттенден стал особенно близким другом Блэра, и более поздние политические разногласия мало повлияли на их дружбу. После года в школе-интернате Криттенден переехал в Лексингтон, где жил судья Джордж М. Бибб в целях изучения юриспруденции. Впоследствии он начал более углубленное обучение в Вашингтонском колледже (ныне Университет Вашингтона и Ли) в вирджинском Лексингтоне. Во время своего недолгого пребывания там он изучал математику и художественную литературу и подружился с Хью Лоусоном Уайтом. Недовольный учебной программой Вашингтонского колледжа, Криттендон переехал в Уильямсберг и перевелся в Колледж Уильяма и Мэри. Там он изучал право у Сент-Джорджа Такера и познакомился с будущим президентом Джоном Тайлером.
27 мая 1811 года Криттенден женился на Саре О. Ли в её доме в Версале. Ли приходилась двоюродной сестрой будущему президенту США Закари Тейлор и тётей сенатора США Уилкинсона Колла. У них родилось семеро детей, но затем Сара умерла в середине сентября 1824 года. Среди их детей были генерал-майор Конфедерации Джордж Криттенден и генерал федеральной армии Томас Леонидас Криттенден. Их дочь Салли Ли «Мария» Криттенден была матерью Джона Уотсона, контр-адмирала ВМС США. Их дочь Энн Мэри Батлер Криттенден Коулман опубликовала в 1864 году «Жизнь и письма Джона Дж. Криттендена», биографию жизни своего отца.

## Карьера
Завершив учёбу в 1806 году, Криттенден был в следующем году принят в коллегию адвокатов. Он начал свою практику в округе Вудфорд, но обнаружил, что центральный Кентукки уже хорошо снабжен квалифицированными юристами. Затем Критенден переехал в округ Логан, штат Кентуккие и открыл свою практику в Расселвилле. В возрасте двадцати двух лет он переехал через реку Огайо на территорию Иллинойса и губернатор Ниниан Эдвардс назначил его генеральным прокурором штата. В следующем году Эдвардс также назначил Криттендена своим адъютантом. В дополнение к своей юридической практике, когда он вернулся в Кентукки, Криттенден также управлял плантациями и владел рабами.
Карьера Криттендена в качестве выборного должностного лица началась в Палате представителей Кентукки, где он представлял округ Логан с 1811 по 1817 год. После законодательной сессии 1811 года он вызвался помощником генерала Сэмюэля Хопкинса в экспедиции против индейцев. В начале войны 1812 года губернатор Кентукки Чарльз Скотт назначил его адъютантом Первого ополчения Кентукки. В 1813 году он стал адъютантом губернатора Исаака Шелби , участвовал в сражении на Темсе в Канаде. После войны губернатор вручил ему особую благодарность за верность в выполнении приказов. Затем он возобновил свою юридическую практику в Расселвилле.
В 1814 году губернатор Шелби назначил Криттендена на место в Сенате США, освобожденное его бывшим учителем Джорджем М. Биббом; позже, однако, Шелби узнал, что Криттендену всего двадцать семь лет, что на три года меньше установленного конституцией возраста сенаторов. В связи с этим он вернулся на свое в Кентукки, где был избран спикером палата представителей штата Кентукки. Он прибывал в данной должности в период с 1815 по 1817 год.
В качестве спикера Криттенден председательствовал в законодательном собрании в особенно неспокойное время. В октябре 1816 года умер недавно избранный губернатор Джордж Мэдисон . Его сменил вице-губернатор Габриэль Слотер. Слотер сразу же сделал два крайне непопулярных назначения и быстро потерял популярность у многих жителей Кентукки. Группа законодателей во главе с Джоном С. Брекинриджем указала, что Конституция Кентуккитолько при условии, что вице-губернатор будет исполнять обязанности губернатора до тех пор, пока не будут проведены новые губернаторские выборы и не будет выбран квалифицированный преемник. Они утверждали, что Слотер был всего лишь «исполняющим обязанности губернатора». Группа представила в Палату законопроект, призывающий к новым выборам. Законопроект был отклонен, но Криттенден его поддержал.
Поддержка Криттенденом новых выборов была одновременно популярной и политически целесообразной. Когда срок полномочий Сената США Мартина Д. Хардина, одного из непопулярных кандидатов Слотера, истек в 1817 году, Генеральная ассамблея Кентукки выбрала Криттендена для заполнения вакансии. Хотя он был самым молодым членом организации, он был вторым в истории председателем недавно созданного Комитета по судебной власти. Он также был членом Комитета по военно-морским делам.
Покинув Конгресс, Криттенден переехал во Франкфорт, столицу штата, чтобы привлечь больше легальных клиентов и быть ближе к центру политической деятельности штата. Среди его клиентов после переезда во Франкфорт были бывшие президенты Мэдисон и Монро, будущий вице-президент Ричард Ментор Джонсон и будущие губернаторы Джеймс Морхед, Джон Бретитт и Роберт Летчер.
Криттенден был избран в попечительский совет Трансильванского университета в 1823 году. Год спустя факультет университета присвоил ему звание почетного доктора права. Криттенден также служил попечителем и поверенным в семинарии Кентукки во Франкфурте.
Президент Адамс назначил Криттендена окружным прокурором Кентукки в 1827 году. В 1828 году Адамс хотел назначить его членом Верховного суда США, но его кандидатура не была поддержана в Сенате США сторонниками Эндрю Джексон. Когда Джексон победил Адамса на президентских выборах 1828 года, он снял Криттендена с поста окружного прокурора. В том же году он был переизбран в Палату представителей Кентукки, членом которой он был до 1835 года. Также он занимал пост государственного секретаря Кентукки.
Криттенден принимал активное участие в организации партии вигов из остатков национальной республиканской партии в 1834 году. 4 июля 1834 года он созвал первое организационное собрание партии в штате в Бухте Спринг на окраине Франкфурта. На выборах 1834 года виги получили большинство мест в обеих палатах Генеральной Ассамблеи Кентукки. В 1835 Криттенден был снова избран сенатором США от штата Кентукки.
Пребывая в должности сенатора 5 марта 1841 года он был назначен генеральным прокурором США, президентом Уильямом Гаррисоном. В связи с назначением на новую должность он оставил свой пост в Сенате США. Всего через неделю после назначения Гаррисон направил Криттендена в Нью-Йорк для урегулирования напряженности в отношениях с Великобританией из-за затопления парохода «Кэролайн». В этом дипломатическом начинании Криттенден действовал отдельно от своих официальных обязанностей в качестве генерального прокурора.
Вскоре после дела «Кэролайн» президент Гаррисон умер, и вице-президент Джон Тайлер стал президентом.
В период с 1848 по 1850 год он занимал должность губернатора штата Кентукки. Во время его пребывания в должности многие государственные тюрьмы были реконструированы, а также происходило повышение уровня образования за счет увеличения соответствующих статей бюджета. Увеличение статей бюджета на образование осуществлялось за счет ввода дополнительного двухпроцентного налога на имущество.
В июле 1850 года президент Миллард Филлмор назначил Криттендена 22-м генеральным прокурором США. Криттенден занимал должность генерального прокурора до истечения срока полномочий Филмора в 1853 году. После службы в качестве генерального прокурора он вернулся к частной жизни. Он заработал значительную сумму денег, предъявляя в рамках судебных разбираталеств по добыче полезных ископаемых на территории бывшей Мексики.
27 февраля 1853 года дважды овдовевший Криттенден женился на своей третьей жене, Элизабет Мосс. Мосс также дважды овдовела, последним её мужем был генерал Уильяма Генри Эшли. Мосс была женой Криттендена до его смерти.
В 1855 году Криттенден в возрасте 69 лет вновь был избран в Сенат США, на том момент он был сама членом этого органа. К этому времени Партия вигов практически распалась, и он присоединился ко многим своим товарищам из Кентукки, вступив в партию «незнаек». Хотя он не был согласен со всеми принципами партии, он не стал ассоциироваться с демократами, партией, которую он осуждал большую часть своей карьеры, и не стал ассоциироваться с новой Республиканской партией из-за их позиции против рабства.
После избрания Авраама Линкольна президентом на выборах 1860 года возникла угроза начала гражданской войны между севером и югом и с целью её предотвращения в декабре 1860 года Криттенден предложил компромисс — пакет из шести поправок к Конституции и четырех резолюций Конгресса, который должен был восстановить линию Миссурийского компромисса 1820 года и продлить её до Тихого океана. Однако эта идея была отклонена республиканцами.

## Гражданская война
Во время гражданской войны его семья раскололась: его сын Томас Леонидас получил звание генерала федеральной армии, а другой его сын Джордж Бибб служил генералом в армии Конфедерации. Его племянник Томас Терпин Криттенден также был генералом Союза. В декабре 1860 года Криттенден попытался избежать разделения США на северные и южные штаты. Компромисс Криттендена, названный в его честь, был в конечном итоге неудачной попыткой помешать южным штатам присоединиться к Союзу и таким образом предотвратить надвигающуюся гражданскую войну в связи с противодействие нового президента Авраама Линкольна и большинства республиканцев в Сенате.
С 4 марта 1861 по 3 марта 1863 Криттенден был членом Палаты представителей США.

## Смерть
В последние годы жизни здоровье Криттендена ухудшалось, он часто жаловался на одышку и боли в груди. Он решил уйти из Конгресса, но друзья снова убедили его баллотироваться на переизбрание. Вскоре после его назначения Криттенден и его жена направлялись к источнику квасцов в Индиане для прохождения курса лечения. Там он потерял сознание и отныне стал прикован к постели. По возвращению домой он умер 26 июля 1863 года. Он похоронен на государственном кладбище во Франкфурте
В его честь названы округ Криттенден и город Криттенден в штате Кентукки.